# Olivier Rochus
Olivier Rochus (1981. január 18. –) belga hivatásos teniszező. Eddigi karrierje során 2 egyéni és 2 páros ATP tornát nyert meg, amik közül a legfontosabb a 2004-es Roland Garroson aratott győzelme férfi párosban, Xavier Malisse oldalán.
167 centis magasságával ő a legalacsonyabb férfi teniszező jelenleg a profik között. Bátyja, Christophe szintén profi teniszező.

## ATP döntői

### Egyéni

#### Győzelmei (2)
| Összesítés                                            | Összesítés |
| ----------------------------------------------------- | ---------- |
| Grand Slam-torna                                      | (0)        |
| ATP World Tour Masters 1000 / ATP Masters Series      | (0)        |
| ATP World Tour 500 Series / International Series Gold | (0)        |
| ATP World Tour 250 Series / International Series      | (2)        |
| ATP World Tour Finals / Tennis Masters Cup            | (0)        |

| No. | Dátum                | Helyszín             | Borítás | Ellenfél a döntőben | Eredmény a döntőben |
| 1.  | 2000. szeptember 25. | Palermo, Olaszország | Salak   | Diego Nargiso       | 7–6, 6–1            |
| 2.  | 2006. május 1.       | München, Németország | Salak   | Kristof Vliegen     | 6–4, 6–2            |

#### Elvesztett döntői (5)
| No. | Dátum                | Helyszín              | Borítás   | Ellenfél a döntőben         | Eredmény a döntőben |
| 1.  | 2002. február 17.    | Koppenhága, Dánia     | Kemény    | Lars Burgsmüller            | 3-6 3-6             |
| 2.  | 2003. március 2.     | Koppenhága, Dánia     | Kemény    | Karol Kučera                | 6-74 4-6            |
| 3.  | 2005. január 16.     | Auckland, Új-Zéland   | Kemény    | Fernando González Ciuffardi | 4-6 2-6             |
| 4.  | 2007. szeptember 30. | Mumbai, India         | Kemény    | Richard Gasquet             | 3-6 4-6             |
| 5.  | 2009. október 25.    | Stockholm, Svédország | Kemény(f) | Márkosz Pagdatísz           | 6–1, 7–5            |

### Páros
| Összesítés                                            | Összesítés |
| ----------------------------------------------------- | ---------- |
| Grand Slam-torna                                      | (1)        |
| ATP World Tour Masters 1000 / ATP Masters Series      | (0)        |
| ATP World Tour 500 Series / International Series Gold | (0)        |
| ATP World Tour 250 Series / International Series      | (1)        |
| ATP World Tour Finals / Tennis Masters Cup            | (0)        |

#### Győzelmei (2)
| No. | Dátum           | Helyszín                             | Borítás | Partner        | Ellenfelei a döntőben          | Eredmény a döntőben |
| 1.  | 2004. június 6. | Roland Garros, Párizs, Franciaország | Salak   | Xavier Malisse | Michaël Llodra Fabrice Santoro | 7-5 7-5             |
| 2.  | 2005. január 9. | Adelaide, Ausztrália                 | Kemény  | Xavier Malisse | Simon Aspelin Todd Perry       | 7-65 6-4            |

#### Elvesztett döntői (3)
| No. | Dátum             | Helyszín              | Borítás | Partner           | Ellenfelei a döntőben        | Eredmény a döntőben |
| 1.  | 2005. július 31.  | Kitzbühel, Ausztria   | Salak   | Christophe Rochus | Leoš Friedl Andrei Pavel     | 2-6 7-65 0-6        |
| 2.  | 2006. január 8.   | Doha, Katar           | Kemény  | Christophe Rochus | Jonas Björkman Makszim Mirni | 6-2 3-6 8-10        |
| 3.  | 2006. október 15. | Stockholm, Svédország | Kemény  | Kristof Vliegen   | Paul Hanley Kevin Ullyett    | 6-72 4-6            |